# Алверейдо (Техас)
Алверейдо (англ. Alvarado) — місто (англ. city) в США, в окрузі Джонсон штату Техас. Населення — 4739 осіб (2020).

## Географія
Алверейдо розташоване за координатами 32°24′22″ пн. ш. 97°12′58″ зх. д. / 32.40611° пн. ш. 97.21611° зх. д. (32.406114, -97.216008).  За даними Бюро перепису населення США в 2010 році місто мало площу 12,53 км², з яких 10,61 км² — суходіл та 1,92 км² — водойми.

## Демографія
Згідно з переписом 2010 року, у місті мешкало 3785 осіб у 1315 домогосподарствах у складі 971 родини. Густота населення становила 302 особи/км².  Було 1500 помешкань (120/км²).
Расовий склад населення:
| - 83,2 % — білих - 5,5 % — чорних або афроамериканців - 0,5 % — азіатів - 0,4 % — корінних американців - 7,5 % — осіб інших рас |

До двох чи більше рас належало 2,8 %. Частка іспаномовних становила 20,1 % від усіх жителів.
За віковим діапазоном населення розподілялося таким чином: 29,0 % — особи молодші 18 років, 59,1 % — особи у віці 18—64 років, 11,9 % — особи у віці 65 років та старші. Медіана віку мешканця становила 32,5 року. На 100 осіб жіночої статі у місті припадало 93,3 чоловіків;  на 100 жінок у віці від 18 років та старших — 90,8 чоловіків також старших 18 років.
Середній дохід на одне домашнє господарство  становив 48 944 долари США (медіана — 41 466), а середній дохід на одну сім'ю — 59 292 долари (медіана — 57 500). За межею бідності перебувало 16,2 % осіб, у тому числі 9,1 % дітей у віці до 18 років та 13,5 % осіб у віці 65 років та старших.
Цивільне працевлаштоване населення становило 1466 осіб. Основні галузі зайнятості: освіта, охорона здоров'я та соціальна допомога — 19,0 %, роздрібна торгівля — 13,0 %, виробництво — 12,6 %.